# Сасим, Александр Иванович
Александр Иванович Сасим (1925 — 2012) — советский, украинский врач-хирург. Народный врач СССР (1985). Лауреат Государственной премии СССР (1991).

## Биография
Родился 2 сентября 1925 года в Конотопе (ныне в Сумской области Украины).
Участник войны.
В 1955 году окончил Киевский медицинский институт.
Заведующий хирургическим отделением Черкасской областной больницы. 
За свою трудовую деятельность написал много научных работ, сделал весомый вклад в формирование хирургической службы области. Был инициатором формирования специализированных хирургических центров, а именно: ожогового, торакального, проктологического, детской и сосудистой хирургии. Также к достижениям хирурга принадлежит проведение первой органосберегающей операции в Украине. Всегда был приверженцем внедрения новейших достижений и разработок в медицину.
Умер в 2012 году.

## Награды и звания
- Народный врач СССР (1985)
- Государственная премия СССР (1991) — за выдающиеся достижения в труде[3]
- Почётный знак отличия президента Украины (23 сентября 1995) — за весомый личный вклад в развитие хирургической теории и практики, внедрение современных методов диагностики и лечения, высокое профессиональное мастерство[4]
- Орден Отечественной войны I степени
- Медаль «За отвагу» (СССР)
- Памятный знак «За заслуги перед городом Черкассы[укр.]» II степени (1998)
- Почётный гражданин Черкасс